# 陈卓 (1925年)
陳卓（1925年4月—2013年3月21日），原名朱瑞祥，河北任丘人，中华人民共和国政治人物，曾任河北省公安厅副厅长、西藏自治区党委副书记，政法委书记兼公安厅长，司法部副部長。第七届、第八届全国政协委员。
担任司法部副部长时，参与林彪、江青反革命集团案件的审判工作，任被告辩护组和法庭技术组组长。
1986年7月，任中华全国律师协会常务副会长。
1982年至1989年，任中国政法大学党委书记。
2013年3月21日，因病于北京逝世。